# بنفشه معطر
بنفشه معطر (نام علمی: Viola odorata) گیاهی علفی، پایا، با جوانه‌های ریشه دار و بلند است. برگ‌های آن دارای دمبرگی بلند و پهنک برگی به شکل قلب هستند. گل‌های آن معطر و به رنگ بنفش است. آن‌ها نیز دمبرگ‌های بلندی دارند. میوهٔ آن به صورت کپسول است. این گیاه از قدیمی‌ترین گیاهان دارویی است که از آن برای مداوای ورم‌ها، صرع و سفاله‌ها استفاده می‌کرده‌اند. در اکثر موارد، همه قسمت‌های سبز یا اندام‌های مختلف آن یعنی گل‌ها، برگ‌ها و ریزوم را جداگانه جمع‌آوری می‌کنند. تمام این قسمت‌ها را در لایه‌های نازک در محلی سایه که هوا جریان داشته باشد، خشک می‌کنند.